# La Victoria (Amazones)
La Victoria és un corregiment departamental colombià situat al departament d'Amazones. Limita a l'est amb Pacoa, al nord-oest amb Solano i al sud amb Mirití-Paranà. Va ser fundat per Fidel Wilyhes. Al corregiment de La Victoria hi ha 1.029 habitants.
A La Victòria hi habiten els grups indígenes Barazans, Cabillaris, Cubeos, Tatuaus, Tucans i Yucunes.
Les principals activitats agrícoles són el cultiu de plàtan, yuca i chontaduro.

## Turisme
Els principals atractius turístics de la Victoria són:
- Puig Morroco
- Salts d'aigua de Jirijirimo